# Botafogo Esporte Clube
O Botafogo Esporte Clube é um clube brasileiro de futebol, da cidade de Teresina, capital do Estado do Piauí.
O Botafogo foi fundado em 1932. Em 1977, a equipe foi punida por uma escalação irregular, e desde então não teve mais participação no Campeonato Piauiense.
Em 2024, 47 anos depois da sua ausência, foi anunciado que o clube irá retornar aos torneios profissionais agora com o nome de Sport Club Botafogo.

## Títulos
| Estaduais | Estaduais                              | Estaduais | Estaduais                                                         |
|           | Competição                             | Títulos   | Temporadas                                                        |
| --------- | -------------------------------------- | --------- | ----------------------------------------------------------------- |
|           | Campeonato Piauiense                   | 11        | 1934, 1935, 1936, 1937, 1938, 1940, 1941, 1945, 1946, 1949 e 1957 |
|           | Campeonato Piauiense - Segunda Divisão | 1         | 1965                                                              |
|           | Torneio Início                         | 3         | 1956, 1957 e 1958                                                 |

1. 1 2  Rodolfo Rodrigues (2009). Escudos dos Times do Mundo Inteiro. [S.l.]: Panda Books. p. 99
2. ↑  «Facebook». www.facebook.com. Consultado em 24 de fevereiro de 2024